# Clube Atlético Nevense
O Clube Atlético Nevense é uma agremiação esportiva da cidade de Neves Paulista, no estado de São Paulo, fundada a 30 de novembro de 1957. Suas cores são grená, amarela e branca. A equipe ficou inativa entre 1990 e 2015. Em 2016, o Lobo da Araraquarense foi reativado, quando se filiou à Liga de Futebol Paulista e disputou a 1ª Taça Paulista, depois de participar da 1ª Taça Paulista da Liga de Futebol Paulista foi extinto. 

## História
A primeira equipe da cidade a se filiar à Federação Paulista de Futebol foi o São Paulo Futebol Clube, não só homônimo do tricolor do Morumbi, mas uma cópia fiel deste. Esta equipe disputava os torneios amadores do interior no início da década de 1950. 
Em 1957, veio a grande virada no futebol de Neves Paulista, com a fundação do Clube Atlético Nevense: a cidade passa a fazer parte dos grandes do futebol do interior do estado. Logo em seu primeiro ano de disputa, sagra-se campeão da Terceira Divisão (atual A3) e alcança a divisão de acesso à elite do futebol paulista. 
Teve 31 participações no Campeonato Paulista de Futebol. Um feito muito notável para uma cidade que, atualmente, tem apenas 9000 habitantes. Com certeza, deve ser a menor cidade do interior com tanto tempo no difícil Campeonato Paulista. 
Sua última participação ocorreu em 1990. Depois de sofrer uma punição pela FPF, devido a falta de segurança no estádio municipal onde mandava seus jogos, o clube abandonou o futebol profissional. Em 2016, a equipe participou da 1ª Taça Paulista, organizada pela Liga de Futebol Paulista.

## Participações em estaduais
- Segunda Divisão (atual A2) - 1959;
- Terceira Divisão (atual A3) - 1958 - 1960 - 1961 - 1962 - 1963 - 1964 - 1965 - 1966 - 1969 - 1970 - 1971 - 1972 - 1973 - 1974 - 1975 - 1976 - 1980 - 1981 - 1982 - 1983 - 1984 - 1985 - 1986 - 1987;
- Quarta Divisão (atual Série B) - 1977 - 1978 - 1979 - 1988 - 1989 - 1990;
- 1ª Divisão da Liga de Futebol Paulista - 2016

## Títulos

### Estaduais
- Campeonato Paulista - Série A3: 1958[1]

### Outras conquistas
- Terceiro Quadro do Campeonato Estadual de Juniores: 1982;
- Terceiro Quadro Vice Campeonato do Campeonato Estadual de Juniores: 1986;